# Trots op Nederland
Trots op Nederland (TROTS, eerder ook: TON) is een Nederlandse politieke partij, opgericht op 17 oktober 2007 door oud-minister Rita Verdonk, destijds een niet-partijgebonden lid van de Tweede Kamer, na haar vertrek uit de VVD-fractie. 
De partij ging in het kader van de Tweede Kamerverkiezingen van 2012 een samenwerking aan met de Onafhankelijke Burger Partij van Hero Brinkman onder de naam Democratisch Politiek Keerpunt. Tijdens een ledenvergadering van TROTS, op 17 november 2012, werd de fusie echter ongedaan gemaakt en besloot TROTS om als zelfstandige partij verder te gaan, zonder Hero Brinkman. TROTS heeft sinds de verkiezingen in 2018 drie gemeenteraadszetels.

## Geschiedenis

### Ontstaan
De beweging werd op 17 oktober 2007 door Verdonk aangekondigd, twee dagen nadat ze haar lidmaatschap van de VVD had opgezegd en enkele weken nadat ze uit de Tweede Kamerfractie van deze partij was gezet.
Behalve Verdonk waren onder meer haar adviseurs Kay van de Linde, Ed Sinke en Hans Nieukerke bij de beweging betrokken. Sinke, Nieukerke en Van de Linde haakten echter in 2008 af, en vervolgens werd Sinke door Verdonk van sjoemelen beschuldigd. In tegenstelling tot de meeste bestaande politieke partijen maar net als de PVV is Trots op Nederland geen vereniging met een openbaar karakter. De organisatie kent daarom maar een of enkele leden. Donateurs en vrijwilligers hebben geen statutaire rechten en inspraak inzake het bepalen van de koers. Trots op NL wilde discussies organiseren, zowel via internet als in de vorm van openbare bijeenkomsten, waaraan iedereen bij kon dragen. Voorafgaand aan die discussies werd echter al wel bepaald wat de speerpunten van de beweging zouden zijn.
Enkele politici en opiniemakers hebben gesteld dat de beweging ondemocratisch is opgezet.

### Presentatie
Op donderdagavond 3 april 2008 werd Trots op Nederland door oprichter Rita Verdonk officieel gepresenteerd op een bijeenkomst in de Passenger Terminal Amsterdam. Het affiche toonde Verdonk als roerganger met een Nederlandse vlag.
Tijdens deze presentatie hield Rita Verdonk een speech, waarin zij aangaf het karakter van Nederland en de Nederlandse cultuur te willen bewaren. Zij benadrukte dat de vrijheid van meningsuiting en de vrijheid van godsdienst voor haar de voornaamste Nederlandse waarden zijn die behouden moeten blijven. Tevens schetste Verdonk de hoofdlijnen van het programma (zie hieronder) en riep zij iedereen op daaraan een bijdrage te leveren. In de speech verweerde Verdonk zich tegen - niet nader gespecificeerde - "Ze" die de Nederlandse cultuur zouden bedreigen. Deze "ze" zouden "overal slavernijmonumenten" willen oprichten en het Sinterklaasfeest willen afschaffen. Later gaf Verdonk in interviews aan dat ze met "ze" vooral de linkse politiek had bedoeld.
Een anonieme geldschieter beloofde € 135.000 voor gratis toegangskaarten voor deze presentatie. Later bleek dat deze geldschieter niet over de brug kwam.

### Onenigheid en ruzie
Op 18 juni 2008 verscheen in het weekblad Elsevier een artikel waarin Sinke, voormalig adviseur van Verdonk, gewag deed van een reeds langer slepend intern conflict. Het behelsde het beheer van de financiën, waarvoor hij verantwoordelijk was. In een Nieuwsbrief aan de achterban reageerde Verdonk onmiddellijk en verweet Sinke oneigenlijke uitgaven te hebben gedaan. In NOVA van 9 september 2008 noemde Sinke dit "karaktermoord", omdat Verdonk dit naar buiten bracht, terwijl ze wist dat hij door een accountantsverslag werd vrijgepleit. Op 12 oktober vertelde Verdonk bij de politie te Pijnacker aangifte te hebben gedaan tegen Sinke van computervredebreuk en verduistering. Ook kondigde ze een civiele procedure aan, waarin ze zal eisen dat Sinke het geld, dat naar zijn bedrijf is gegaan, moet terugbetalen. Volgens Sinke waren dit betalingen voor geleverde diensten, zoals ook Kay van de Linde ze declareert.
In HP de Tijd werd er in september 2008 op gewezen dat Verdonk in een jaar tijd 14 van de 18 aanvankelijke medestanders is kwijtgeraakt. Elsevier kwam toen met een kritisch omslagartikel over "de vele zwakke plekken" en een "gebrek aan inhoud" bij Verdonk, waardoor TROTS "terrein verliest". Kort daarop verscheen in dagblad de Pers een artikel waarin bekenden van Verdonk waarschuwden voor haar doorzettingsvermogen.
Op 29 november 2008 kwam het tot een breuk tussen Verdonk en haar spindoctor Kay van der Linde. Deze had een gastcollege aan de Universiteit van Amsterdam gegeven en daarin opgemerkt, dat er al veel mensen bereid waren te stemmen op de persoon Verdonk, zelfs al was er "geen partij, geen inhoud, geen echte standpunten, helemaal niets". Er was alleen maar "gebakken lucht". Van der Linde merkt in het college ook nog op dat hij de partij "net zo dictatoriaal" als Wilders had willen organiseren.
Op 2 december 2008 werd bekendgemaakt dat voormalig politiechef René Lancee de opvolger van Kay van der Linde werd.
Dat Verdonk moeite had mensen bijeen te houden bleek ook uit het vertrek van diverse mensen uit de partij. Kaderleden en lokale vrijwilligers stapten op. Naast het vertrek van mensen uit de partij, werd ook intern felle kritiek geleverd op de partijleider. In uitgelekte e-mails die RTL Nieuws in handen zei te hebben werd felle kritiek geleverd op Verdonk. "Geen inhoud" en "een organisatorische puinhoop", hoorden bij de belangrijkste argumenten.

### Strafrechtelijk onderzoek
Het Openbaar Ministerie in Arnhem is in mei 2010 een onderzoek gestart naar Verdonk naar aanleiding van een aangifte door voormalig coördinator van de partij Jacques Smits en nog twee aangiftes. Verdonk werd beschuldigd van laster en smaad.

### Vertrek Rita Verdonk
Op 19 november 2011 nam Verdonk afscheid als voorzitter van de partij. Diezelfde dag werd een tijdelijk partijbestuur gekozen. Interim-voorzitter werd Theo Reijnen. Een opvolger voor de functie van partijvoorzitter werd niet bekendgemaakt.

### Samenwerking met Hero Brinkman
Op 9 juni 2012 kondigden Trots op Nederland en Hero Brinkman, oprichter van de Onafhankelijke Burger Partij (OBP), een politiek samenwerkingsverband van de twee partijen aan onder de naam Democratisch Politiek Keerpunt (DPK). Brinkman werd bij de Tweede Kamerverkiezingen van 2012 lijsttrekker van het DPK. Deze lijst behaalde echter geen zetel in de Tweede Kamer. Op 17 november van dat jaar liet TROTS weten dat de in het voorjaar aangekondigde fusie tussen de twee partijen niet doorging.

### Deelname Tweede Kamerverkiezingen 2017 en 2021
Trots op Nederland had zich aangemeld voor de Tweede Kamerverkiezingen van 2017, maar had geen waarborgsom gestald bij de Kiesraad.  Op 25 januari 2021 kondigde de partij aan deel te nemen aan de Tweede Kamerverkiezingen op 17 maart, in samenwerking met de politieke beweging WilNu. De lijsttrekker is Trots op Haarlem raadslid Sander van den Raadt. TROTS stond in dertien kieskringen op het stembiljet. TROTS haalde 13.198 stemmen (0,13%), te weinig voor een zetel.    

## Naam

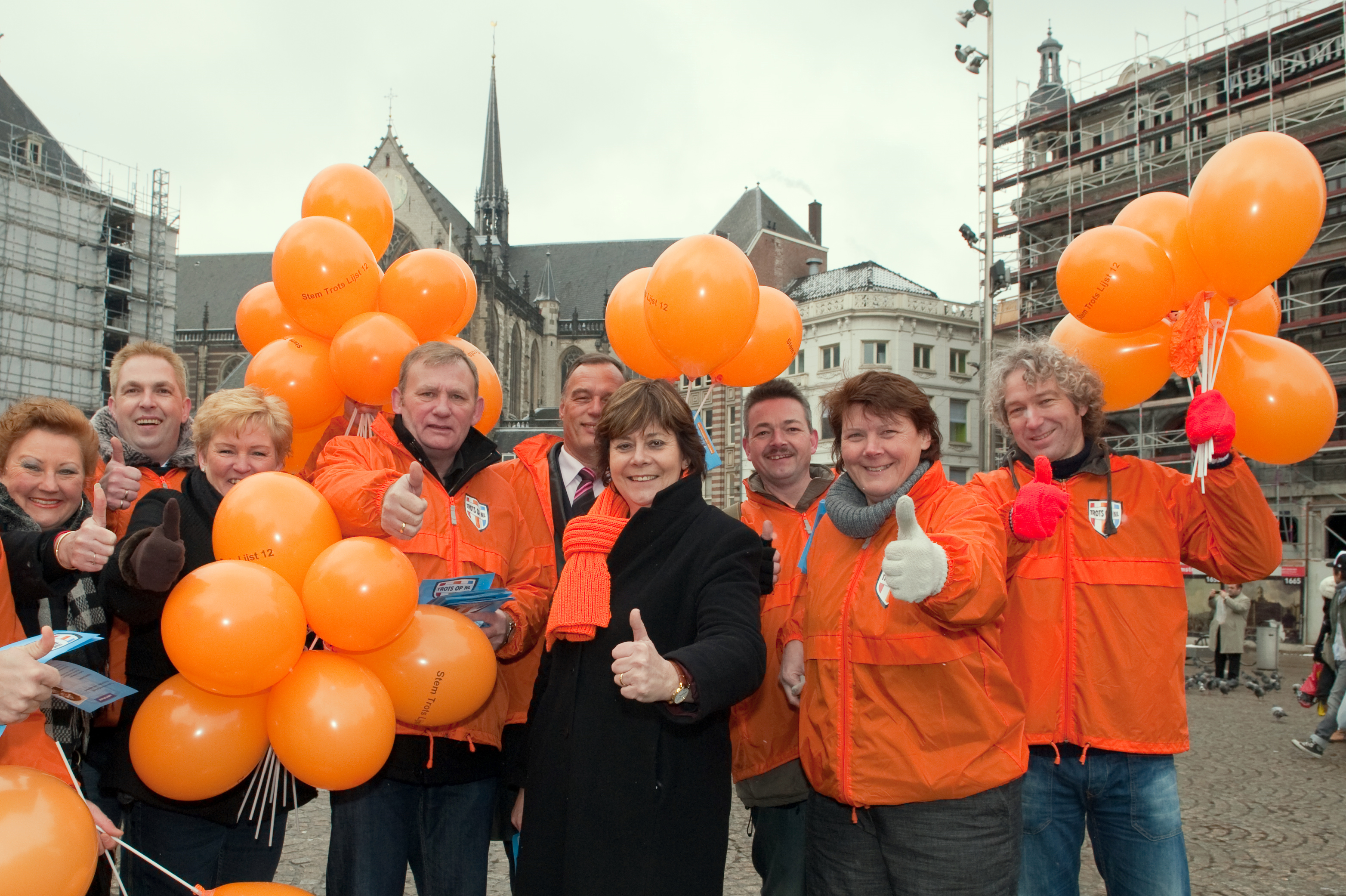
Aanhangers van Rita Verdonk.

De naam Trots op Nederland was onderwerp van discussie, omdat het CDA bij de campagne voor de Tweede Kamerverkiezingen van 2006 eveneens gebruik maakte van deze leus en het niet uitsloot deze ook in de toekomst te willen gebruiken. Karien van Gennip bedacht de leuze. Op 20 april 2008 maakte Verdonk in het tv-programma Buitenhof bekend dat de naam Trots op Nederland officieel door de Kiesraad was geaccepteerd.
In augustus 2009 is de naam van de partij zoals geregistreerd bij de kiesraad gewijzigd in "Trots op Nederland - Lijst Rita Verdonk". Deze verandering werd noodzakelijk geacht omdat in diverse gemeenten plaatselijke politieke partijen werden opgericht met de naam "Trots op ......".  Deze plaatselijke partijen hebben niets met de landelijke partij te maken en dit kan vanwege de naamgelijkenis bij de gemeenteraadsverkiezingen voor de kiezer tot verwarring leiden.
Voor het inzamelen van gelden en het organiseren van activiteiten ter ondersteuning van Verdonk heeft de Stichting Vrienden van Rita Verdonk op 12 februari 2008 de besloten vennootschap Favorita B.V. opgericht, waarvan de genoemde stichting de enige aandeelhouder is en Jan Nieuwenhuis de directeur. Nina Brink verklaarde dat ze Verdonk financieel steunde.

## Standpunten

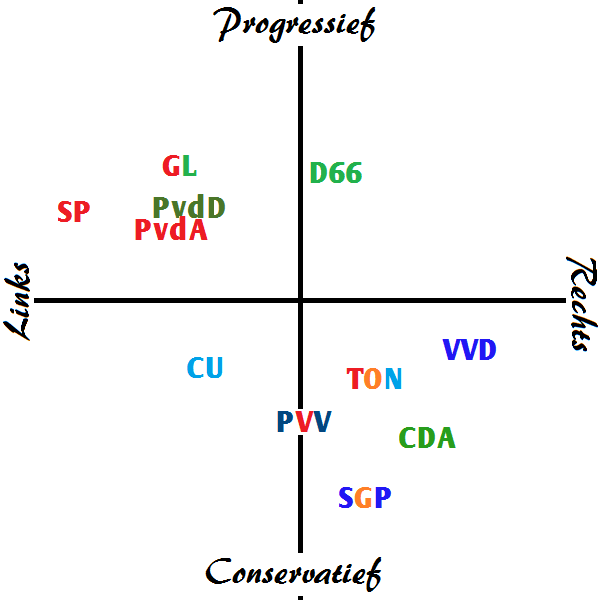
De plaats van de Trots op Nederland tijdens de Tweede Kamerverkiezingen in 2010, in de Nederlandse politieke ruimte volgens André Krouwel

Het programma van TROTS bestond in 2008 uit acht hoofdthema’s: onderwijs, integratie, regelgeving, veiligheid, immigratie, files, zorg, en ontwikkelingssamenwerking.
Op deze gebieden zet Trots op Nederland het individu centraal. Al het overheidsbeleid dient ten dienste te staan van de burger en niet omgekeerd. In de visie van Verdonk past een kleine, maar slagvaardige overheid, die de hoogst noodzakelijke wetten streng en rechtvaardig handhaaft. Dat wil zeggen minder regels, minder ambtenaren, maar meer ondernemerschap en meer ruimte voor zelfbewuste burgers. De stem van de burger moet daarbij de doorslag geven. Criminaliteit dient, aldus Trots op Nederland, hard te worden bestreden.
De inbreng van de burgers zal verwerkt worden in het nog op te stellen definitieve programma. Opvallend is de liberale invalshoek met de toch sterke gedachte van maakbaarheid in het achterhoofd. Voorbeeld hiervan is de gedwongen heropvoeding bij de criminele jeugd en opvoedingscursussen voor ouders waarbij kinderen het criminele pad zijn opgegaan.
Enkele andere voorstellen:
- Burgers moeten zelf lijf en goed mogen verdedigen. Als iemand ongeoorloofd een huis of winkel binnenkomt mag de beheerder maatregelen nemen. De bewijslast ligt bij de indringer en niet bij de bewoner of winkelier.
- Invoering van juryrechtspraak.[45]
- De top van het ambtelijk apparaat wordt automatisch ontslagen als de zittende minister of wethouder vertrekt. De nieuwe bestuurder bepaalt wie vervolgens als nieuwe medewerkers worden benoemd.
- Naar keuze levenslange opsluiting of vrijwillige castratie van veroordeelde pedofielen.[46]

## Contact met de achterban
Verdonk probeerde in 2008 via een wiki-achtig systeem te communiceren met haar achterban. Onder meer dagblad Trouw plaatste ook kanttekeningen bij het gebruik van een 'wiki' als methode om tot discussies rondom standpunten te komen. In het eerste weekend werd de wiki gevandaliseerd met ideeën als gratis aambeienzalf, sjoelen als olympische sport, en een verbod op eenpersoonsbedden. Shocklog Retecool insinueert op de eigen wiki-pagina over het onderwerp dat bezoekers van die site achter de bewerkingen zouden zitten.

## Opiniepeilingen

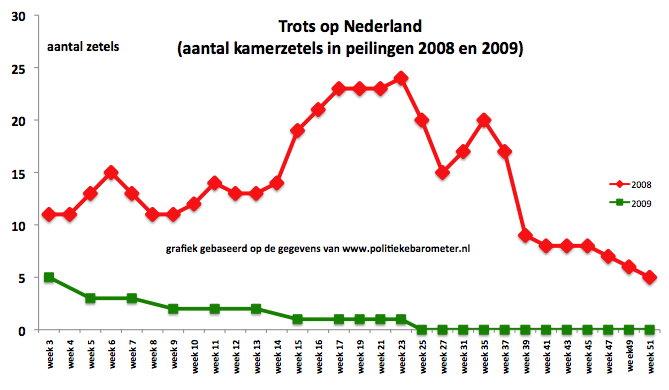
Trots op Nederland in de opiniepeilingen (politieke barometer) van 2008 en 2009

Na de officiële presentatie op 3 april 2008 schommelde het virtuele zetelaantal van de partij enige tijd tussen zestien en zesentwintig zetels. Op 17 april 2008 liet Verdonk in een interview met NU.nl weten, dat zij van TROTS de grootste politieke beweging van Nederland wil maken. Het was Verdonks ambitie om de eerste vrouwelijke premier van Nederland te worden.
Het virtuele zetelaantal daalde, mede door de interne onrust, snel en stond midden 2009 zelfs even op nul. Bij de vervroegde gemeenteraadsverkiezingen in Zuidplas scoorde TROTS onverwacht 6,3%. In de peiling van Maurice de Hond van eind november 2009 stond TON op 2 zetels. De peilingen van de politieke barometer gaven de partij in de tweede helft van 2009 ongewijzigd 0 zetels.
Toen op 15 augustus 2009 bekend werd dat de PVV slechts in twee gemeentes - Den Haag en Almere - zou deelnemen aan de gemeenteraadsverkiezingen van maart 2010, publiceerde opiniepeiler De Hond een peiling volgens welke voor 19 % van de PVV-stemmers de tweede keus TROTS was.

## Volksvertegenwoordiging

### Tweede Kamer
Bij de Tweede Kamerverkiezingen van 2010 had Trots op Nederland 52.937 stemmen gehaald wat neerkomt op 0,56% van het totaal, de partij miste met ongeveer 10.000 stemmen de kiesdrempel. In 2012 deed de partij samen met de Onafhankelijke Burgerpartij van Hero Brinkman mee aan de verkiezingen, de gezamenlijke lijst had als naam Democratisch Politiek Keerpunt (DPK). De lijst DPK haalde 7.363 stemmen, ruimschoots te weinig voor een zetel.  
| Jaar | Lijsttrekker         | Stemmen | %     | Zetels  | Naam                                  |
| ---- | -------------------- | ------- | ----- | ------- | ------------------------------------- |
| 2010 | Rita Verdonk         | 52.937  | 0,6%  | 0 / 150 | TROTS OP NEDERLAND LIJST RITA VERDONK |
| 2012 | Hero Brinkman        | 7.363   | 0,08% | 0 / 150 | Democratisch Politiek Keerpunt DPK    |
| 2017 | -                    | -       | -     | -       | -                                     |
| 2021 | Sander van den Raadt | 13.198  | 0,13% | 0 / 150 | Trots op Nederland (TROTS)            |

### Gemeenten
Bij de gemeenteraadsverkiezingen van 2010 behaalde de partij in 39 gemeenten 60 raadszetels. In Den Helder, Nuth en Alkmaar leverde de partij ook wethouders. In december 2012 nam de TROTS-wethouder in Alkmaar ontslag nadat de twee leden van zijn fractie waren overgestapt naar de VVD en OPA. De partij leed ook elders aan de nodige afsplitsingen en aansluitingen bij andere partijen. In oktober 2011 bezat de partij nog maar 49 raadszetels. In november 2011 brak de afdeling Maastricht met de landelijke partij en gingen de twee zetels in de gemeenteraad aldaar verder als Partij Veilig Maastricht. In december 2012 stapten de twee raadsleden van Trots op Nederland in Zuidplas over naar de fractie van de VVD. Na deze overstap was TROTS vertegenwoordigd in nog maar twintig gemeenten met in totaal 35 raadsleden en twee wethouders.
Bij de gemeenteraadsverkiezingen van 2014 behaalde de partij zeven zetels. Na de gemeenteraadsverkiezingen in 2018 had Trots op Nederland nog drie raadszetels: twee in Haarlem en één in Pijnacker-Nootdorp. De TROTS-afdeling in Nuth besloot te fuseren met drie lokalen partijen. TROTS deed wederom mee met de gemeenteraadsverkiezingen van 2022, en behaalde hier nu één raadszetel, namelijk in Haarlem.

## Jongerenorganisatie
In 2010 had de partij kortstondig een jongerenorganisatie, Jong Trots.

## Financiering
TROTS en met name Verdonk zelf hebben aanvankelijk geen openheid willen geven over wie Trots op NL financierde. In een uitzending op 23 september 2008 onthulde Netwerk een aantal grote donateurs van Trots op NL. Daaruit bleek dat onder meer John de Mol (35.000 euro), Harry Mens (25.000 euro), Sylvia Tóth (10.000 euro), Chris Thunnessen (100.000 euro) en Willem Zegwaard (100.000 euro) doneerden. Een onbekende donateur bleek via een bedrijf genaamd Pershore Holdings op Cyprus eveneens 100.000 euro gedoneerd te hebben.